# Dollie de Luxe
Dollie de Luxe, conocido anteriormente como Dollie y posteriormente como Adrian/Bjørnov, es un de los dúos pop más famosos de Noruega. El dúo lo forman Ingrid Bjørnov (n. 5 de diciembre de 1963) y Benedicte Adrian (n. 22 de octubre de 1963).

## Festival de Eurovisión
Las Dollie de Luxe intentaron en tres ocasiones participar en el Festival de Eurovisión. La primera de ellas en 1981 con la canción 1984, acabaron en sexto lugar entre diez participantes. Al año siguiente volvieron a intentarlo por segunda vez con el tema Det er deg jeg skal ha, con la que alcanzaron la última posición entre diez participantes. En estas dos ocasiones el dúo participó con el nombre de Dollie, pero en 1984 actuaron bajo el nombre de Dollie de Luxe. Con el tema Lenge leve livet (Viva la vida) consiguieron vencer en la preselección noruega de 1984. Su actuación en el Festival de la Canción de Eurovisión 1984 celebrado en Luxemburgo consiguieron la 17.ª posición de un total de 19 países.

## Carrera posterior
Tras su paso por el Festival de Eurovisión, lanzaron el álbum «Rock Vs. Opera» en el que combinaban temas pop-rock de las décadas de 1960 y 1970 con temas operísticos. Siendo el sencillo de mayor éxito Queen Of The Night/Satisfaction, que era la unión del tema La Reina de la Noche de Mozart y Satisfaction de los Rolling Stones.